# Massengräber in Divača
Auf dem Gebiet der Gemeinde Divača wurden zwei Massengräber aus der Zeit um den Zweiten Weltkrieg gefunden.

## Divača
In Divača liegt das Massengrab der Schlangenhöhle (slowenisch: Grobišče Kačna jama). Es befindet sich westlich der Ortschaft, in der Nähe der Eisenbahnlinie von Ljubljana nach Pula. Das Grab enthält die sterblichen Überreste von etwa 25 Menschen, wahrscheinlich deutsche Soldaten, die Ende April oder Anfang Mai 1945 starben.

## Naklo
Im Weiler Naklo wurde 1982 ebenfalls ein Massengrab entdeckt.
Das Grab Preval-Höhle 2 (slowenisch: Grobišče Jama na Prevali 2) – auch bekannt als Massengrab Große Preval-Höhle (Grobišče Velika jama na Prevali) oder Massengrab Fliegenhöhle (Grobišče Mušja jama) – befindet sich am Waldrand südwestlich von Matavun. Es enthält die Überreste von slowenischen Zivilisten.